# Landsréttur
Der Landsréttur steht in Island als Appellationsgericht zwischen den Bezirksgerichten und dem obersten Gericht Hæstiréttur.

## Geschichte und Zusammensetzung
2016 verabschiedete das isländische Parlament Althing das von der damaligen Innenministerin Ólöf Nordal vorgelegte neue Gerichtsgesetz (Lög um dómstóla), womit die bisher zweistufige isländische Judikative um den Landsréttur als Appellationsgericht ergänzt wurde. Der Landsréttur nahm seine Arbeit am 1. Januar 2018 auf. Dem Landsréttur gehören fünfzehn Richter an, von denen in der Regel drei einen Fall behandeln. Mit Stand 2024 ist die Vorsitzende des Landsréttur Hervör Þorvaldsdóttir.